# يان كارلسون (مصارع رياضي)
يان كارلسون (بالسويدية: Janne Karlsson)‏ هو مصارع رياضي سويدي، ولد في 15 نوفمبر 1945 في ترولهتان في السويد.

## وصلات خارجية
- يان كارلسون على موقع قاعدة بيانات المصارعة الدولية (الإنجليزية)
- يان كارلسون على موقع أوليمبيديا (الإنجليزية)
- يان كارلسون على موقع اللجنة الأولمبية السويدية (السويدية)